# Stadsvakt

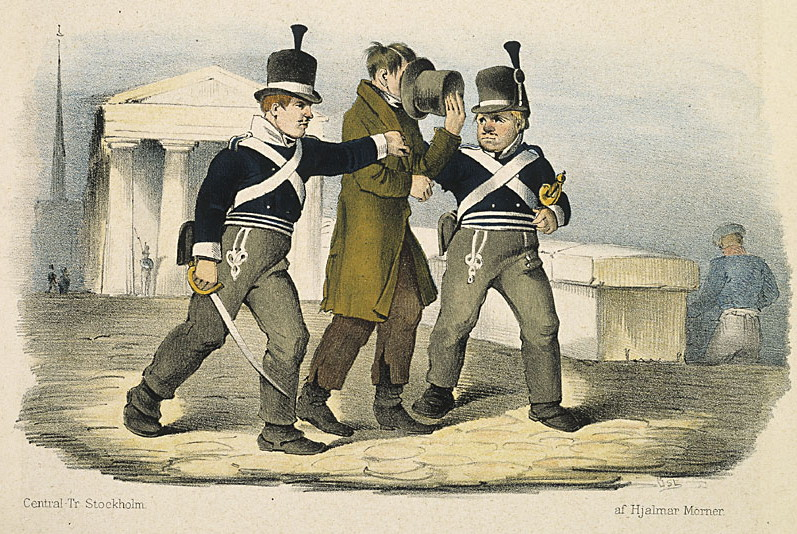
Stadsvakten i Stockholm i början av 1800-tal. Illustration av Hjalmar Mörner.

En stadsvakt (gatuvakt, gatuväktare, öknamn "korv") var en tidig stadstjänsteman. Yrket har funnits  i städerna sedan medeltiden. Hans uppgift var främst nattetid  att hålla utkik efter tjuvar och bränder. Han hade oftast något sorts slagvapen med sig när han patrullerade, som exempelvis en förstärkt träklubba. Senare kom den att ersättas av den s.k. byllingen – ett halsjärn på en lång stång som sattes runt halsen på bråkstaken.  En viktig uppgift för stadsvakten var även att tillse att stadens invånare hade släckt öppen eld i spisen. Om det brann gällde det att snabbt väcka stadens invånare. Det skedde i samarbete med tornvakten som stod t.ex. i kyrkans torn.  Bäst var att ringa i den stora klockan.
Stadsvakten som patrullerade inne i staden hade till uppgift att också meddela klockslagen under dygnets mörka timmar, ofta följt av en ramsa som ropades eller som ibland sjöngs. Till exempel: Klockan är 12 slagen – Gud bevare staden för eld och brand och fiendehand. eller: Klockan är ett slagen – Guds härliga, milda och mäktiga hand bevare vår stad för eld och brand (beroende på tid på natten).